# Иванов, Михаил Фёдорович (зоотехник)
Михаи́л Фёдорович Ивано́в (1871—1935) — советский учёный-животновод, педагог, академик ВАСХНИЛ (1935).

## Биография
Родился в семье учёного садовода Магарачского училища виноделия. Среднее образование получил в Горы-Горецком земледельческом училище и бонитерской школе при Харьковском земледельческом училище, которое окончил со званием бонитера-овцевода. После окончания в 1897 году с отличием Харьковского ветеринарного института работал участковым врачом в Орловской губернии. В 1898 году командирован за границу; знакомился с животноводством Нидерландов, Швейцарии, Италии; прослушал курс лекций на сельскохозяйственном отделении Цюрихского политехнического института.
С 1900 года — приват-доцент Харьковского ветеринарного института. В 1903 году защитил магистерскую диссертацию «К вопросу об изменении азотистых веществ в плесневелых кормах» и стал доцентом; с 1906 года — экстраординарный профессор на кафедре скотоводства с диететикой. Одновременно, с 1907 года, в качестве приват-доцента начал читать курс зоотехники в Харьковском университете. Осенью 1912 года избран, а в январе 1913 года был утверждён профессором Московского сельскохозяйственного института по кафедре зоотехнии, где работал до конца жизни. Кроме этого в 1926—1930 годах он был профессором Московского зоотехнического института и Московского института овцеводства.
Летом 1924 года директор Аскании-Нова пригласил его организовать зоотехническую опытную станцию, руководить ею, наладить племенное овцеводство, свиноводство, коневодство, скотоводство и взять на себя бонитировку всех видов этих животных.
М. Ф. Иванов предложил научно обоснованную методику и систему мероприятий для выведения новых и совершенствования имеющихся пород свиней и овец. Он вывел асканийскую породу тонкорунных овец и украинскую степную белую породу свиней, а также начал работу по выведению новых пород овец типа корриделей, горного мериноса и многоплодной каракульской породы овец. Иванов вскрыл ряд факторов образования и развития различных признаков, а также свойств каракульского смушка и разработал научную классификацию смушков, положенную в основу бонитировки (оценки) и современной системы племенной работы по разведению каракульских овец.
В научных трудах и в практике Иванов подчёркивал огромную роль факторов кормления и всего комплекса условий разведения животных для получения от них желательной продуктивности.
Заслуженный деятель науки и техники РСФСР (1929), академик ВАСХНИЛ (1935).

## Память
- В музее Аскании-Нова есть мемориальный зал им. М. Ф. Иванова.
- В 1961 году был снят биографический фильм о М. Ф. Иванове «Академик из Аскании».
- В 1968 году была учреждена золотая медаль имени М. Ф. Иванова, присуждаемая ВАСХНИЛ. В 2015 году медаль вновь учреждена Российской академией наук.

- Могила М. Ф. Иванова на Новодевичьем кладбище в Москве